# Scoparia leucealis
Scoparia leucealis là một loài bướm đêm trong họ Crambidae.